# Daniel Bergner
Daniel Bergner, född 1960, är en amerikansk författare och skribent. Han skriver som frilansskribent bland annat för The New York Times och har författat både romaner och böcker i populärvetenskapliga eller nutidshistoriska ämnen.

## Biografi
Bergner avlade 1989 masterexamen vid Columbia University. Hans första publicerade bok var romanen Moments of Favor (1990), en historia om en kämpande singer-songwriter i 1980-talets New York.
Därefter övergick han under den senare delen av 1990-talet till skrivande i ämnen med afrikansk anknytning. Året han tillbringade med att studera långtidsfängslade angolaner ledde 1998 till boken God of the Rodeo, där han bland annat beskriver den rodeo som arrangeras i oktober varje år.
Fem år senare kom In the Land of Magic Soldiers, en berättelse baserad på Bergners resor till Sierra Leone. Boken beskriver ett land som försökte läka efter 1990-talets uppslitande inbördeskrig. Boken belönades 2003/2004 med priser av The Los Angeles Times, Overseas Press Club och Lettre Ulysses award for reportage.
Senare har Bergner via flera böcker skrivit om sexualitet och de olika könens roller och plats i det moderna samhället. The Other Side of Desire från 2008 behandlar människors relation till sin egen lust, via beskrivningen av fyra personer med "ovanliga" sexuella intressen. 2013 kom What Do Women Want?, där Bergner med hjälp av vetenskapliga rön (titeln är delvis inspirerad av Sigmund Freuds fråga med samma ordalydelse) försöker besvara frågan om hur kvinnlig lust egentlig fungerar. Boken fick blandad kritik, bland annat för sin delvis histrioniska berättarstil och långtgående slutsatser från laboratorieförsök.
2017 kom Sing for Your Life, en monografi baserat på den afro-amerikanske operasångaren Ryan Speedo Greens liv. 2022 publicerades The Mind and the Moon, en beskrivning av flera personers relation till mental ohälsa och bieffekterna med att försöka bota denna med läkemedel.

### Privatliv
Bergners hustru arbetar som allmän åklagare. Paret har två barn ihop.